# Massimo Sulli
Massimo Sulli (Roma, 12 dicembre 1963) è un ex judoka italiano.

## Biografia
Nato a Roma nel 1963, durante la carriera ha gareggiato nella categoria di peso dei 71 kg (pesi leggeri).
Nel 1991 ha vinto l'oro ai Giochi del Mediterraneo di Atene, battendo in finale lo jugoslavo Miroslav Jočić.  
L'anno successivo ha partecipato ai Giochi olimpici di Barcellona 1992, nei 71 kg, venendo eliminato agli ottavi di finale del tabellone principale dal sudcoreano Chung Hoon, poi bronzo, e al secondo turno del ripescaggio dall'israeliano Oren Smadja, anche lui poi medaglia di bronzo.
Dopo il ritiro è diventato allenatore e in seguito arbitro, rivestendo questo ruolo tra l'altro alle Olimpiadi di Londra 2012.
Anche il figlio Gabriele, nato nel 1997, è un judoka come lui.

## Palmarès

### Giochi del Mediterraneo
- 1 medaglia:
  - 1 oro (71 kg ad Atene 1991)